# L'Opinion (hebdomadaire français)
Pour les articles homonymes, voir L'Opinion.
L'Opinion est un journal hebdomadaire français, fondé en 1907 et qui est paru chaque samedi jusqu'en 1938,.

## Fondation
L'Opinion est lancé en 1907 par André Lichtenberger pour le compte de Paul Doumer. Il est dirigé par Maurice Colrat, avocat et homme politique.
Maurice Colrat réunit une équipe de premier ordre autour du rédacteur en chef Jean de Pierrefeu et du secrétaire de rédaction Henri Massis : Jacques Bardoux (politique étrangère), Francis de Croisset (chroniqueur littéraire). 
Son supplément littéraire publie des œuvres de Psichari, de Charles Péguy, de Joseph de Pesquidoux, de Jérôme et Jean Tharaud, de Jean Giraudoux, de Maurice Duhamel, et l'enquête célèbre qu'Henri Massis et Alfred de Tarde consacrent à la jeunesse sous le pseudonyme d'Agathon.
Après la Première Guerre mondiale, le périodique est un temps co-dirigé par Jacques Boulenger et Serge André, industriel du pétrole.

## Siège
Son siège se trouve à Paris (Seine), 8 rue des Beaux-Arts, dans le 6e arrondissement.

## Journalistes connus
- Marcel Alvernhe